# Stari grad Grodno
Stari grad Grodno (belorusko Стары замак; znan tudi kot Gornji grad Grodno in Bathoryjev grad) v Grodnu v Belorusiji je nastal v 11. stoletju kot sedež dinastije črnorusinskih vladarjev, potomcev mlajšega sina Jaroslava Modrega iz Kijeva.

## Zgodovina

### Gradnja
Prvi lesen grad je bil zgrajen v 11. stoletju ob sotočju rek Nemen in Gorodničanka.
Ohranjanje gradu iz 13. stoletja je pripadalo vrsti beloruskega obrambnega stolpa, ki ga je predstavljal Stolp Kamjanjec. Vitold Veliki je v letih 1391–98 obnovil grad iz kamna in dodal pet opečnatih gotskih stolpov ter ga spremenil v eno svojih glavnih rezidenc. Tudi Kazimir IV. Jagelon je dal prednost Grodnu kot uradni prestolnici Litve. Tam so mu ponudili poljsko krono in tam je leta 1492 umrl.
Naslednji opazen najemnik gradu je bil Štefan Báthory, ki si je Grodno zamislil kot prestolnico svojega velikega imperija v vzhodni Evropi. Angažiral je Scotta iz Parme, da nadomesti Vitoldov grad s svojo rezidenco v naprednem renesančnem okusu severne Italije. Po Bathoryjevi smrti v Grodnu leta 1586 je bil njegov hišni projekt opuščen. Citadelo so opustošili Rusi med rusko-poljsko vojno leta 1655.

### Rekonstrukcija
Oživitev gradu je potekala v letih 1673–1678 po zaslugi Krzysztofa Zygmunta Paca, ki je zbral dovolj sredstev za financiranje obnove kraljeve rezidence. Obnovljeni grad je poljski kralj Michał Korybut Wiśniowiecki izbral za lokacijo vsakega tretjega sejma Poljsko-litovske skupne države. Grad je med veliko severno vojno utrpel veliko škodo, zaradi česar se je kraljevi dvor moral preseliti v Novi grad Grodno.
Po delitvi Poljske je bil grad predan ruski vojski, v njem pa je bila vojašnica. Oblasti medvojne Poljske so obnovile veleposlaniško in sejmsko dvorano.

### Nedavna zgodovina
Trenutno služi kot zgodovinski in arheološki muzej z zbirko več kot 200.000 artefaktov, ki je ena največjih v Belorusiji.
Zadnja rekonstrukcija se je začela leta 2017. Obnova Starega gradu Grodno je bila kritizirana zaradi pomanjkanja zgodovinske avtentičnosti. Na primer, sodobna razgledna točka je bila dodana blizu osrednjih vrat. Nekateri strokovnjaki so oporekali projektu obnove, našli so bistvene napake v dokumentaciji, ki so se pojavile, ker konstruktor ni znal prebrati opisov zgodovinskega inventarja, napisanega v poljščini in nemščini. Na primer, oblika kupole nad osrednjim stolpom, dodane ravni med stolpi in galerijami. Nekaj avtentičnih zidov iz 16. stoletja je bilo porušenih.